# 夢にエール!
『夢にエール!』（ゆめにエール）は、福岡放送ほかで放送されていたドキュメンタリー番組である。九州電力の一社提供。製作局の福岡放送では2001年10月6日から2008年3月27日まで放送。

## 概要
九州地方に住む若者たちが、夢の実現に向けて日々の課題に取り組む姿を紹介していた。番組は、松井礼明（FBSアナウンサー）と牟田剛司（当時FBSアナウンサー）のナレーションで進行していた。

## 放送局
| 放送対象地域 | 放送局             | 系列           | 放送日時           | 放送期間                      | 備考                               |
| ------------ | ------------------ | -------------- | ------------------ | ----------------------------- | ---------------------------------- |
| 福岡県       | 福岡放送           | 日本テレビ系列 | 木曜 21:54 - 22:00 | 2001年10月6日 - 2008年3月27日 | 製作局 初回は土曜に放送            |
| 長崎県       | 長崎国際テレビ     | 日本テレビ系列 | 木曜 21:54 - 22:00 | 不明 - 2008年3月27日          | 同時ネット                         |
| 鹿児島県     | 鹿児島読売テレビ   | 日本テレビ系列 | 木曜 21:54 - 22:00 | 不明 - 2008年3月27日          | 同時ネット                         |
| 宮崎県       | テレビ宮崎         | クロスネット局 | 月曜 19:54 - 20:00 | 不明 - 2008年3月30日          | 最終回直前の回と最終回は日曜に放送 |
| 熊本県       | くまもと県民テレビ | 日本テレビ系列 | 月曜 21:54 - 22:00 | 不明 - 2008年3月31日          |                                    |